# 葛店镇
葛店镇，是中华人民共和国湖北省鄂州市华容区下辖的一个乡镇级行政单位。

## 行政区划
葛店镇下辖以下地区：
东街社区、牌楼社区、下街社区、正街社区、白浒镇村、陈范村、邓平村、东岭村、黄矶村、罗庄村、庙湾村、彭湾村、秋千村、三王村、上街村、太武村、田岭村、涂湾村、熊湾村、秀海村、姚湖村、岳陂村、张铁村、曹岭村、长咀村、陈镇村、大湾村、仕屋村、武城村、张袁村、曹湖农场村和曹湖农科所村。

## 交通
- 武九客运专线、武黄城际铁路：葛店南站